# ロータリークラブ
ロータリークラブ (Rotary Club) は、国際的な社会奉仕連合団体「国際ロータリー」のメンバーである単位クラブ。会員のことをロータリアンという。最初のクラブが例会場所を輪番（ローテーション）で提供しあったことから「ロータリー」の名がついた。

## 理念
ロータリーは人道的な奉仕を行い、すべての職業において高度の道徳的水準を守ることを奨励し、世界においては、親善と平和の確立に寄与することを指向した、事業及び専門職務に携わる指導者が世界的に連携した団体である。
職業奉仕（会員の職業倫理を高めること）と、そこから広がる社会奉仕と国際親善を目的とする。基本的には「I serve: 私は奉仕する」、クラブとは「奉仕をするクラブ会員であるロータリアン個人の集まり」であり、国際ロータリーはそのクラブの連合体とされているが、個人のみならずクラブ単位や国際ロータリーとしての奉仕プログラムも行われている。ロータリークラブ活動の特色として、各クラブごとに、独自の事務局を持ち自主独立運営が行われ、奉仕活動、寄付行為、会員の交流、友好事業等がなされている。

## 行動基準
会員の行動基準として「四つのテスト」がある。
四つのテスト "The Four-Way Test"言行はこれに照らしてから "Of the things we think, say or do"
1. 真実かどうか  "Is it the TRUTH?"
2. みんなに公平か  "Is it FAIR to all concerned?"
3. 好意と友情を深めるか  "Will it build GOODWILL and BETTER FRIENDSHIPS?"
4. みんなのためになるかどうか  "Will it be BENEFICIAL to all concerned?"

標語
- 「超我の奉仕」"Service Above Self"
- 「最も良く奉仕する者、最も多く報いられる。」"One profits most who serves best"

## 歴史

### 米国
1905年、シカゴで商業道徳の欠如の風潮を見かねたポール・ハリス（弁護士）が、友人のハイラム・ショーレー（洋服生地商）、シルベスター・シール（石炭商）、ガスターバス・ローア（鉱山技師）とともに親睦と互助を目的として発足させた。初会合が行われた1905年2月23日が創立日とされ、同業者間では利害関係から親睦が阻害されるとしてメンバーは一業種から一人とされた。3月9日に行われた2回目の会合で、ハリー・ラグルス（印刷業）、ウイリアム・ジェンセン（不動産業）、アルバート・ホワイト（楽器商）が加入し、個々の会員の事務所で持ち回りで会合を開くことと、会員は事業経営者（共同経営者）か会社役員に限ることになった。3月23日の3回目の会合でチャールズ・ニュートン（保険業）、アーサー・アーヴィン（洗濯業）が加入し、会合を互いの事務所でローテーションで開くことから名称を「ロータリークラブ」とし、役員も1年ごとのローテーションになった（初代会長にシルベスター・シールが就任）。その後、7回目以降、会合はホテルでの開催（昼食）となり、4回連続して休むと会員資格を失うルールになった。
2001年の定款及び細則の改定により、一人一業種を廃止し（一業種からは人数5人または割合10 %に変更）、例会出席規定も緩和された。

### 日本
1920年（大正9年）、当時三井銀行の重役であった米山梅吉等が、東京府に日本初のロータリークラブ (RC) を、国際ロータリーから855番目に認証を受けて創立した。
東京RC創立の経緯はつぎのとおりである。1918年（大正7年）に目賀田経済使節団の一員として訪米中の米山梅吉はダラスRC在籍の福島喜三次と出会いロータリーについて聞いた。ロータリーの例会に出席した米山梅吉は、ロータリーの利己のない奉仕の精神と行動に強い共感を持ち、日本でのロータリーの創立に動いた。元会員福島がロータリーの創立を希望していると知り、ダラスRCの会長は国際ロータリー会長に日本にロータリーの創立を勧める書簡を送った。このあと、国際ロータリーは直接福島喜三次と日本におけるロータリーの創立に向けて交渉を重ね、1920年（大正9年）10月20日に創立総会が開催され、1921年（大正10年）4月1日に承認が下りた。東京RCの創立にあたってダラスRCは国際ロータリーへの橋渡しを行ってくれたが、東京RCは国際ロータリー直轄のクラブであり、スポンサーがダラスRCという事実はない。承認状を見てもスポンサークラブの記載は無い。日本で第2番目に認証を受けた大阪RCも国際ロータリー (RI) 直轄で出来たクラブである。ダラスRC会員であった福島喜三次が帰国後大阪に赴任し、星野行則とともに1921年（大正10年）大阪にロータリークラブを作る1922年（大正11年）春、同年11月1日第一回の創立準備会を中之島大阪ホテルにて開催した。その後チャーターメンバーを選び、クラブ細則原案を作り、1922年（大正11年）11月17日に大阪RC創立総会を開いた。
関東大震災を契機として、日本のロータリー運動は本格的になっていくが、1924年（大正13年）7月に東京RCを立ち上げた米山が初代のスペシャル・コミッショナーに任命される。第2代が井坂孝、第3代が平生釟三郎である。この3名の指導のもとに、次々とRCが日本の大都市に設立されていった。東京・大阪に続いて、1924年（大正13年）8月に3番目の神戸RCが8月に設立される。スポンサークラブは大阪RCであった。続いて東京RCがスポンサーで、1924年12月に4番目の名古屋RCが設立される。さらに東京・大阪両クラブの共同スポンサーによって5番目の京都RCが設立され、6番目に横浜RCが設立される。六大都市にロータリーが設立され、その後日本全国にRCが次々に拡大していった。
1961年5月29日、東京都晴海で国際ロータリークラブ大会が開催。国際理解による世界平和をテーマとして、国内1万6000人、海外から7000人が参加して行われた。
クラブ数2,287、会員数88,328人（2014年12月末・ロータリー公式誌による）。日本は3ゾーン編成で、34の地区に分かれている。そのうちの1地区にはミクロネシア、グアム、北マリアナ諸島、パラオという海外の地域も含む。

## 会員

### 著名会員
- 飯島幡司（大阪RC）
- 松下幸之助（大阪RC）
- 伊藤忠兵衛（大阪RC）
- 小林一三（大阪RC）
- 千宗室（京都RC）
- 平生釟三郎（大阪RC）
- 松平一郎（東京日本橋RC）
- 朝吹常吉（東京RC）

- 瀬戸内寂聴（徳島南RC名誉会員）
- 藤山一郎（東京西RC）
- 司葉子（恵比寿RC）
- 宝田明（池袋RC）
- 松方幸次郎（神戸RC）
- 村田省蔵（大阪RC）
- 井坂孝（横浜RC）

- ウィンストン・チャーチル（ロンドン）
- マーガレット・サッチャー（ウィストミンスター）
- トーマス・エジソン（オレンジ）
- ボードゥアン1世 (ベルギー王)（ブリュッセル）
- ハッサン2世（モロッコ）
- フィリップ (エディンバラ公)（エジンバラ）

- ジョン・F・ケネディ（ハイアニス）
- ジョージ・ウォーカー・ブッシュ（ワシントンDC）
- ニール・アームストロング（ワパコネタ）
- ダグラス・マッカーサー（東京）
- レーニエ3世（モナコ）
- カーネル・サンダース（ジェファーソンビル→コービン→シェルビービル）

上記の他、歴代アメリカ合衆国大統領の多数も会員であったが、ロータリーに大統領・政治家として会員資格を得て入会したわけではなく、既に就任以前の生業により推薦され入会していたものである。標準定款によると、政治家など「一定の任期のあいだ選挙または任命によって公職にある者」は「当該公職の職業分類の下において正会員の資格を有しない（裁判官・大学教授等除く）」とある。つまり議員である間は資格が停止され、議員として新入会は出来ない。これは、ロータリークラブが政治的中立性の保持を掲げていることによる。

### 女性会員
設立時の定款には「男性会員」の記述があり、女性の入会は認められていなかった。1964年、スリランカのマウントラビニアRCが国際大会理事会規定審議会の議題に女性会員承認を提案したが、否決された。1989年2月の規定審議会決定で、ロータリアンとしての資格を備えた人なら、男女の差なく入会できるようになった。
2013年度版・地域別会員数アジア資料にある男性会員と女性会員の割合は以下の通り。
| 地域             | 男性会員 (%) | 女性会員 (%) |
| ---------------- | ------------ | ------------ |
| 日本             | 95           | 5            |
| 中央・東南アジア | 58           | 42           |
| 韓国             | 85           | 15           |
| インド           | 82           | 18           |
| フィリピン       | 69           | 31           |
| 世界平均         | 81           | 19           |